# Svidovský potok
Svidovský potok je potok na horním Liptově, na území okresu Liptovský Mikuláš. Je to levostranný přítok Boce, měří 5,1 km a je tokem IV. řádu.

## Pramen
Pramení v Nízkých Tatrách, ve východní části podcelku Ďumbierské Tatry, v části Demänovské vrchy na severním svahu Kulatého vrchu (1341 m}) v nadmořské výšce přibližně 1230 m.

## Popis toku
V pramenné oblasti teče na sever, zleva přibírá krátký přítok zpod Svidovského sedla (1133 m) a stáčí se východním směrem. Protéká Svidovskou dolinou, zleva přibírá dva přítoky z jihovýchodního svahu Ohnište (1538 m) a následně zprava svůj nejvýznamnější přítok (3,5 km) ze severního svahu Rovné hole (1723 m). Dále přibírá dva levostranné přítoky pramenící v masivu Ohnište (jižně od kóty 1471 m), potok se stáčí severovýchodním směrem, přičemž se výrazně esovitě ohýbá. Vzápětí přibírá pravostranný přítok ze západního svahu Červené (1202 m), z téže strany i přítok ze severního svahu Červené a následně levostranný přítok z jihojihozápadního svahu Hradište ({1326 m). Nakonec ještě protéká kolem rozsáhlého kamenolomu na pravém břehu, stáčí se více severoseverovýchodním směrem a těsně před ústím podtéká silnici I. třídy č. 72. V horní části Bocianské doliny, severozápadně od obce Malužiná, ústí v nadmořské výšce cca 715 m do Boce.